# 巴魯內
巴魯內是白俄羅斯的城鎮，位於奧什米亞內東南22公里，毗鄰與立陶宛接壤的邊境，由格羅德諾州負責管轄，2001年人口525。在1921年簽署的里加和約中，巴魯內被納入波蘭第二共和國的維爾紐斯省管轄範圍。